# Nuvole di drago
Le nuvole di drago sono un popolare antipasto del Sud-est asiatico a base di sfogliatine fritte realizzate con farina di tapioca e frutti di mare misti che servono a conferire loro gusti diversi. Quelle ai gamberi sono le più note, vengono chiamate krupuk udang in indonesiano, prawn crackers in inglese britannico, shrimp chips o shrimp crackers in inglese americano, chips de crevettes in francese e 蝦餅 ("sfogliatine fritte di gambero") in cinese.

## Tipi di nuvole di drago
Ci sono diverse varianti delle nuvole di drago molte delle quali sono preparate con frutti di mare, ed occasionalmente con frutta, frutta in guscio o vegetali; queste varianti sono molto diffuse nel Sud-est asiatico. L'Indonesia ha forse la più grande varietà di nuvole di drago. Sidoarjo nella Java orientale e Garut in quella occidentale ne sono i maggiori produttori e molte ricette provengono da lì. Una variante comune, chiamata emping, è fatta da noci di melinjo (Gnetum gnemon).
In Malaysia, le nuvole di drago si ottengono dalla macinazione di pesce, gamberi, calamari o vegetali in una massa mescolata con sago e poi fritta. Si presenta in tre forme principali: lekor lunghe e gommose, losong (al vapore) e keping sottili e croccanti. Vengono solitamente servite condite con salse.
Le nuvole di drago a base di gamberi sono le più diffuse in occidente e possono essere di colore bianco o marrone chiaro. Nonostante l'elevata dose di gamberetti usati, il sapore è abbastanza delicato. Forse la forma più comune è l'indonesiana bakwan udang, fatta con gamberetti essiccati che conferiscono una sfumatura rosata.
Nella cucina cinese, le sfogliatine di gamberi possono essere usate come coloranti alimentari (con toni di bianco, rosa pallido, verde e blu) e tendono ad essere più leggeri e non piccanti. Le sfogliatine di gamberi sono un contorno tradizionale che accompagna cibo da asporto cinese in Australia, Gran Bretagna e Irlanda. Le nuvole fritte di gamberetti sono di solito servite con portate di pollo arrosto nei ristoranti cinesi.

## Preparazione
La preparazione consiste nell'impastare gamberi, fecola di tapioca e acqua, quindi l'impasto viene spianato, tagliato e asciugato al sole. Una volta asciutto, viene fritto in olio bollente. In pochi secondi la pasta sottile aumenta di volume e diventa da semi-trasparente a bianca lattiginosa e croccante, molto simile ai popcorn, con piccole bolle d'aria intrappolate nella sfoglia espansa.
Se lasciate troppo tempo all'aria, le nuvole di drago iniziano a diventare morbide e gommose a causa dell'umidità dell'aria. Sarebbe  ideale, quindi, consumarle entro poche ore dalla frittura. Per preservarne la croccantezza si possono conservare in contenitori ermetici e ambienti asciutti, al riparo dall'umidità. Confezioni di nuvole di gamberi crude si possono reperire nei negozi orientali o specializzati in cucina asiatica. Nei Paesi Bassi, Belgio, Suriname, Francia, Australia e Gran Bretagna sono largamente disponibili nei comuni supermercati.
Molte delle varietà di nuvole di drago possono essere preparate nel forno a microonde che le cuoce in pochi minuti conferendogli un aspetto simile a quello ottenuto dalla frittura. Per prepararne piccoli quantità, questo metodo è meno complesso, più rapido e salutare. Inoltre con questa preparazione le nuvole risulteranno meno unte.